# گود هوپ (شهرستان لیک، میسیسیپی)
گود هوپ (به انگلیسی: Good Hope) یک منطقهٔ مسکونی در ایالات متحده آمریکا است که در شهرستان لیک، میسیسیپی واقع شده‌است. گود هوپ ۱۱۴٫۰ متر بالاتر از سطح دریا واقع شده‌است.